# Казо Лерис
Казо Лерис (фр. Cazaux-Layrisse) насеље је и општина у јужној Француској у региону Миди Пирене, у департману Горња Гарона која припада префектури Сен Годан.
По подацима из 2011. године у општини је живело 62 становника, а густина насељености је износила 22,46 становника/km². Општина се простире на површини од 2,76 km². Налази се на средњој надморској висини од 685 метара (максималној 1.776 m, а минималној 589 m).

## Демографија
| 1962. | 1968. | 1975. | 1982. | 1990. | 1999. | 2011. |
| ----- | ----- | ----- | ----- | ----- | ----- | ----- |
| 33    | 49    | 49    | 56    | 69    | 86    | 62    |

График промене броја становника у току последњих година